# Walther von Klingen

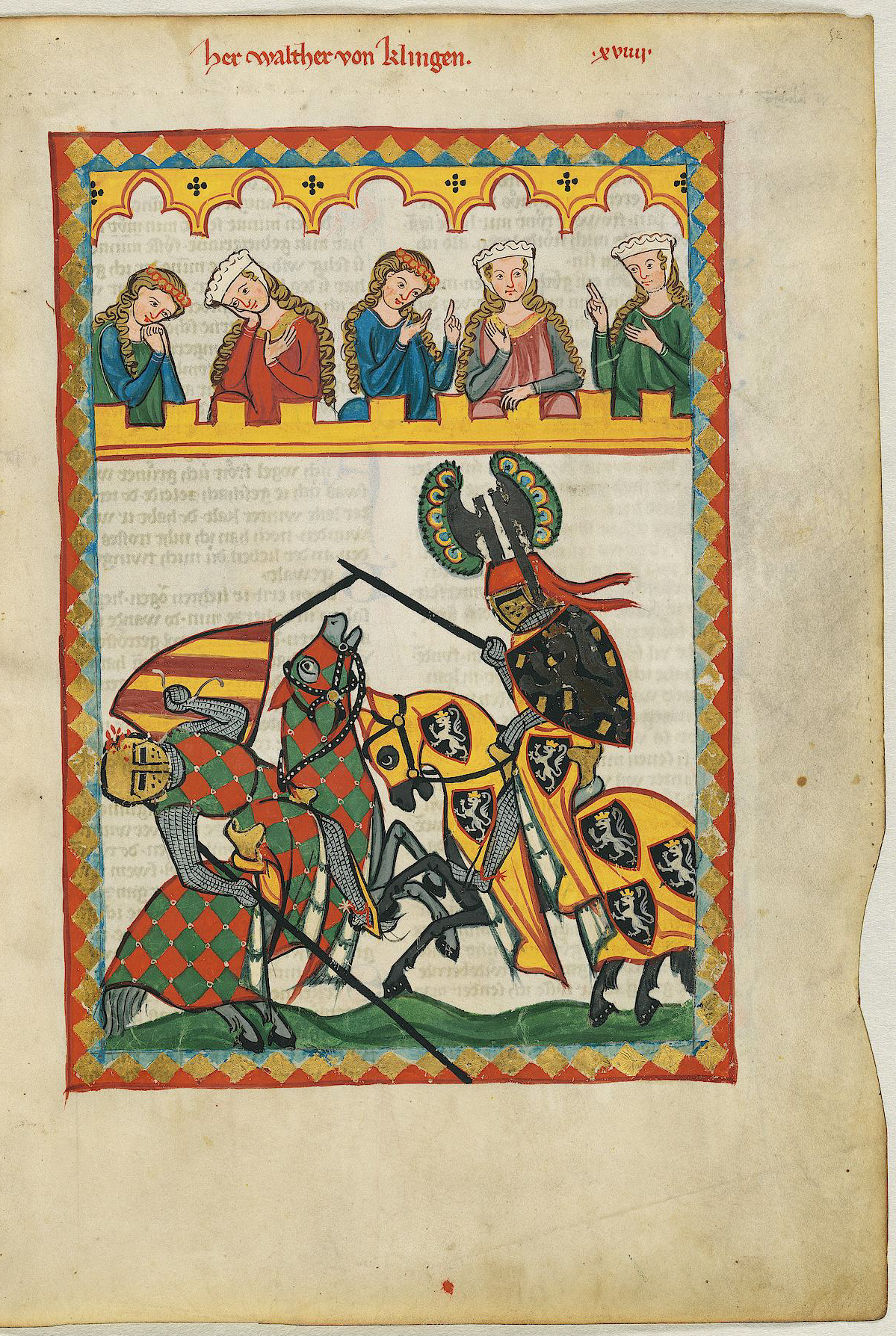
Die Walther-Miniatur des Codex Manesse, fol. 52r, um 1300.

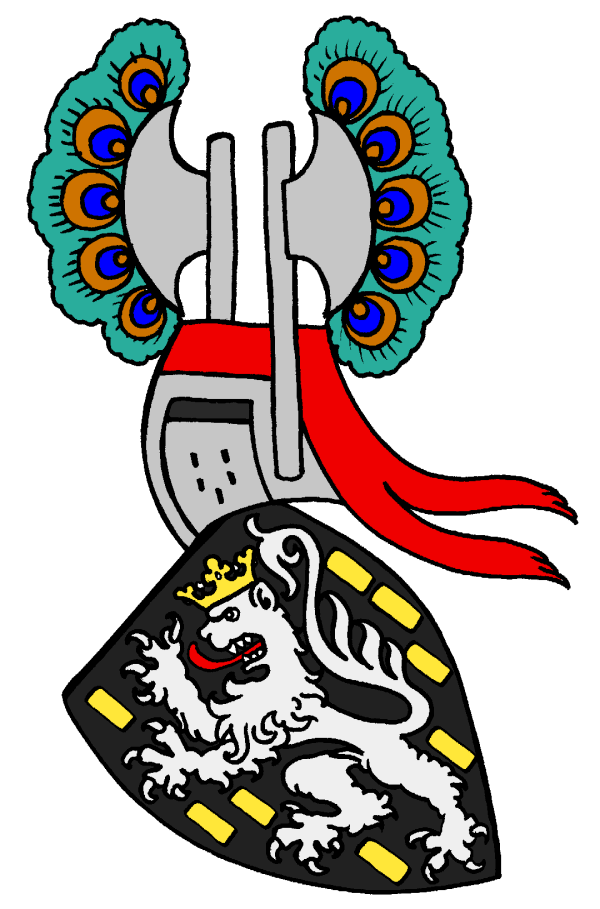
Wappen des Walther von Klingen

Walther von Klingen (urkundlich seit 1240 in Klingnau; † 1. März 1284 in Basel) war ein Minnesänger in der zweiten Hälfte des 13. Jahrhunderts.

## Leben und Werk
Walther von Klingen stammt aus einem Thurgauer Adelsgeschlecht mit Stammsitz auf Burg Altenklingen. Er ist identisch mit Walther III., Sohn des Ulrich II. von Klingen (belegt 1227–1248) und seiner Gemahlin Ita von Tegerfelden, Erbin umfangreicher Besitzungen beiderseits des Hochrheins im Aargau und in Südbaden. Seine Eltern hatten 1239 Schloss Klingnau und das aargauische Städtchen Klingnau gegründet. Um 1251 teilten sich zwei Söhne das Erbe auf: Walther erhielt die Besitzungen am Hochrhein mit Klingnau und Burg Werrach in Wehr, sein Bruder Ulrich die Herrschaft Altenklingen, ein jüngerer Bruder trat in die Johanniterkommende Leuggern ein.
Im Jahr 1256 ist Walther als Gründungsstifter des Dominikanerinnenklosters Klingental bezeugt, das zunächst noch in Wehr angesiedelt war, 1274 an das Kleinbasler Rheinufer umsiedelte und das sich dort zu einem der wohlhabendsten und bedeutendsten Klöster Basels entwickelte. Anders als sein Vater, der den Kyburgern nahestand, lehnte sich Walther während des Interregnums an Graf Rudolf von Habsburg an, der 1273 zum König gewählt wurde.
Die drei Söhne Walthers waren bereits vor 1260 verstorben. Walther und seine Frau Sophie von Frohburg tätigten daraufhin verschiedene geistliche Stiftungen, darunter Grund- und Geldschenkungen an Klöster und Konvente (Kloster St. Blasien, Predigerkloster Basel, Kloster Klingental). Des Weiteren waren sie Gründer des Klosters Sion. In einem Stiftungsbrief vom 27. Mai 1269 übergab er mit seiner Gattin ein am Fusse des Achenbergs gelegenes Oratorium mit dem Namen Sion, qui locus vocabulo Syon dictur. Zwei Monate später, am 26. Juli, bestätigte Walther von Klingen die Vergabung.
1269 verkaufte Walther die Stadt und Burg Klingnau an das Hochstift Konstanz, blieb jedoch noch bis in die 1280er Jahre im Nordtrakt der Burg wohnen, bevor er nach Straßburg und schließlich nach Basel zog.
In einem Kaufvertrag vom 20. Mai 1269 mit dem Stift St. Blasien werden vier Töchter Walters aufgeführt: Verena, Hazelaud, Katharina und Klara. Im Jahre 1267 heiratete seine Tochter Verena († 1314) den Grafen Heinrich von Veringen (erwähnt 1267–1282). Verenas Tochter Anna heiratete den Grafen Hugo von Montfort. Die Tochter Sophie heiratete Konrad von Lichtenberg und eine weitere Tochter heiratete in das Geschlecht von Bucheck.
1272 verkaufte Walther das Städtchen Wehr und 1273 die dortige Burg Werrach an den späteren König Rudolf I. von Habsburg, dessen Vetter und enger Vertrauter er war. In Rudolfs Gefolge wurde er in zahlreichen Rechtsquellen der Zeit als urkundender Zeuge geführt, insbesondere in den Jahren 1273–76 und 1283. Gleiches gilt für Walthers Ministeriale, die beiden Klingnauer Ritter Conrad und Berthold Steinmar; der letztgenannte wird mit dem Minnedichter Steinmar der Großen Heidelberger Liederhandschrift (Codex Manesse) identifiziert. Mit König Rudolf war Walther 1283 unter anderem in Aarau, wo er in der diesem Ort verliehenen Stadtrechtsurkunde an erster Stelle als Zeuge genannt wird.
Walther ist im Codex Manesse als Autor von acht konventionell zu nennenden Minneliedern vertreten. Sowohl formal als auch thematisch weisen sie ihn als Schüler Gottfrieds von Neifen und Konrads von Würzburg aus. Ein zeitgenössischer Minnesänger aus dem Geschlecht der Freien von Wengen bei Frauenfeld preist denn auch weniger Walthers Sangeskunst als die Vorzüge seines Charakters: triuwe (Treue), milte (Freigebigkeit) und zuht (Ritterlichkeit) (vgl. Bartsch, K: Die schweizerischen Minnesänger).
Letzte Lebenszeichen sind testamentarische Verfügungen aus dem Jahr 1284 in Basel, wo er neben Klingnau seinen Wohnsitz hatte. Seine Grabstätte ist nicht eindeutig zu bestimmen; sowohl das Predigerkloster zu Basel als auch das Kloster Klingental kommen als Grablege in Frage.

## Textausgabe
- Friedrich Pfaff (Hrsg.): Die große Heidelberger Liederhandschrift (Codex Manesse) In getreuem Textabdruck. Titelausgabe der zweiten, verbesserten und ergänzten Auflage bearbeitet v. Hellmut Salowsky mit einem Verzeichnis der Strophenanfänge und 7 Schrifttafeln. Heidelberg 1995, Sp. 127–133.